# Sèrie Radeon RX Vega
La sèrie Radeon RX Vega és una sèrie de processadors gràfics desenvolupats per AMD. Aquestes GPU utilitzen l'arquitectura Graphics Core Next (GCN) de 5a generació, amb el nom en codi Vega, i es fabriquen amb tecnologia FinFET de 14 nm, desenvolupada per Samsung Electronics i amb llicència de GlobalFoundries. La sèrie consta de targetes gràfiques d'escriptori i APU dirigides a ordinadors de sobretaula, dispositius mòbils i aplicacions incrustades.
La formació es va publicar el 14 d'agost de 2017. Incloïa el RX Vega 56 i el RX Vega 64, amb un preu de 399 i 499 dòlars respectivament. Aquests van ser seguits per dues APU mòbils, el Ryzen 2500U i el Ryzen 2700U, l'octubre de 2017. El febrer de 2018 es van llançar dues APU d'escriptori, la Ryzen 3 2200G i la Ryzen 5 2400G, i la línia d'APU Ryzen Embedded V1000. El setembre de 2018, AMD va anunciar diverses APU Vega a la seva línia de productes Athlon. Més tard, el gener de 2019, es va anunciar la Radeon VII basada en el node FinFET de 7 nm fabricat per TSMC.

## Història
La microarquitectura Vega era la línia de targetes gràfiques de gamma alta d'AMD, i és la successora dels productes Fury, entusiastes de la sèrie R9 300. Les especificacions parcials de l'arquitectura i la GPU Vega 10 es van anunciar amb la Radeon Instinct MI25 el desembre de 2016. AMD va publicar més tard els detalls de l'arquitectura Vega.
Vega es va anunciar originalment a la presentació d'AMD al CES 2017 el 5 de gener de 2017, juntament amb la línia de CPU Zen.

## Noves característiques
Vega té com a objectiu augmentar les instruccions per rellotge, velocitats de rellotge més altes i suport per a HBM2.
El Vega d'AMD té una nova jerarquia de memòria amb memòria cau d'ample de banda elevat i el seu controlador.
Suport per a HBM2 amb el doble d'amplada de banda per pin que l'HBM de la generació anterior. HBM2 permet capacitats més altes amb menys de la meitat de l'empremta de la memòria GDDR5. L'arquitectura Vega està optimitzada per transmetre conjunts de dades molt grans i pot funcionar amb una varietat de tipus de memòria amb fins a 512 TB d'espai d'adreces virtuals.
Shader primitiu per millorar el processament de la geometria. Substitueix els ombrejats de vèrtex i geometria en canonades de processament de geometria per una etapa única més programable. L'etapa d'ombrejat primitiu és més eficient, introdueix tecnologies intel·ligents d'equilibri de càrrega i un rendiment més elevat.
NCU: Next Compute Unit, un motor de càlcul de nova generació. La GPU Vega presenta la unitat de càlcul de nova generació. Arquitectura versàtil amb unitats de càlcul flexibles que poden processar de forma nativa operacions de 8 bits, 16 bits, 32 bits o 64 bits en cada cicle de rellotge. I córrer a freqüències més altes. Vega ofereix suport per a Rapid Packed Math, processant dues mitja precisió (16 bits) al mateix temps que una única operació de coma flotant de 32 bits. Amb l'arquitectura Vega són possibles fins a 128 operacions de 32 bits, 256 de 16 bits o 512 de 8 bits per rellotge.
Vega augmenta la compatibilitat amb el nivell de funcions de Direct3D de 12_0 a 12_1
El rasteritzador de Vega ofereix suport d'acceleració de maquinari per a les vistes ordenades del rasteritzador i el nivell 3 de rasterització conservadora.